# Plectrohyla teuchestes
Espèce
Statut de conservation UICN

 CR B1ab(iii)+2ab(iii) : 
En danger critique
Plectrohyla teuchestes est une espèce d'amphibiens de la famille des Hylidae.

## Répartition
Cette espèce est endémique du Guatemala. Elle se rencontre vers 1 000 m d'altitude sur le versant Sud de la sierra de Xucaneb dans le département d'Alta Verapaz,.

## Publication originale
- Duellman & Campbell, 1992 : Hylid frogs of the genus Plectrohyla: systematics and phylogenetic relationships. Miscellaneous publications of the Museum of Zoology University of Michigan, vol. 181, p. 1-38 (texte intégral).